# Rodrigo Pacheco
Rodrigo Pacheco y Osorio de Toledo, terzo marchese di Cerralvo (Ciudad Rodrigo, 1580 – Bruxelles, 16 aprile 1640), è stato un nobile ed inquisitore spagnolo di Valladolid, nonché viceré della Nuova Spagna. Mantenne quest'ultimo incarico dal 3 novembre 1624 al 16 settembre 1635.

## Gioventù e nomina a viceré della Nuova Spagna
Rodrigo Pacheco y Osorio nacque in Spagna nel 1580. Era parente di Juan Antonio Pacheco, viceré di Catalogna. Dopo essersi distinto nel servizio militare, fu nominato inquisitore a Valladolid.
Quando re Filippo IV di Spagna seppe della rivolta e dei disordini che coinvolgevano il precedente viceré, Diego Carrillo de Mendoza y Pimentel, e l'arcivescovo di Città del Messico, Juan Pérez de la Serna, scelse Pacheco y Osorio per investigare sulle cause e prendersi in carico il governo. Pacheco ricevette istruzioni dettagliate, tra cui quella di scoprire le vere cause dei disordini, e punire quelli che avevano sbagliato. Gli furono concessi poteri straordinari per raggiungere i suoi obbiettivi.

## Minacce straniere
Giunse a Città del Messico il 3 novembre 1624, prendendo le redini del governo. Le istruzioni che aveva ricevuto furono temporaneamente accantonate, in modo da poter fronteggiare questioni più urgenti. In quel periodo la Spagna era in guerra con Francia e Paesi Bassi, e la flotta olandese minacciava il porto sul Pacifico di Acapulco. Pacheco si impegnò immediatamente per la difesa di Acapulco.
Il 15 dicembre 1628 l'ammiraglio olandese Piet Hein catturò una flotta spagnola negli stretti che separano Florida e Bahamas. Questa flotta stava trasportando 12 milioni di pesos (per la maggior parte in oro) e molte merci dalla Nuova Spagna alla madre patria.
In seguito alcuni corsari olandesi occuparono la città di Campeche (17 aprile 1633) ma furono scacciati da 200 soldati guidati dal capitano Francisco Maldonado. In ogni caso tornarono il 12 agosto, guidati da Jean de Fors, e saccheggiarono la città.
Per proteggersi dalle incursioni indiane provenienti dal nord, Pacheco costruì l presidio di Cerralvo nel Nuovo Regno di León e Castiglia (l'attuale Nuevo León).

## I progetti di drenaggio
L'altro importante problema che affliggeva il nuovo viceré era il drenaggio, un problema costante per Città del Messico.
Dato che la costruzione di dighe e sistemi di drenaggio era stata sospesa, Pacheco y Osorio fece ripartire i lavori nel 1626. Ricostruì e rinforzò le mura cittadine dando il via a progetti minori tesi a completare i piani dell'ingegnere Adrian Boot. L'anno seguente il Río Cuautitlán ruppe la diga che lo separava dal lago Zumpango. Il livello dell'acqua crebbe di mezzo metro, inondandola città. Il governo cittadino chiese al viceré di ordinare la costruzione di altri progetti di drenaggio. Il tempo passava, occupato con discussioni, e l'acqua defluì.
Nel 1629 la città subì la sua peggiore inondazione della storia. Il Río Aculhuacán ruppe le sue dighe, sommergendo l'intera città fino a 2 metri d'acqua. I trasporti venivano effettuati con le canoe, e molte famiglie se ne andarono per sempre dalla capitale. Le piogge proseguirono, e l'acqua non accennava ad andarsene. Morirono probabilmente 30 000 persone, e si temette che la capitale potesse sparire del tutto. Alcune zone della città rimasero sommerse per quattro anni.
Il 19 maggio 1630 il viceré ordinò di spostare la capitale a Tacubaya, un luogo vicino ma posto su un'altura, aprendo una discussione nelle gilde cittadine. Le gilde si opposero, proponendo invece di far ripartire i lavori. Prima della fine dell'anno l'ingegnere Enrico Martínez aveva ripreso i lavori. Nel 1632 fu completato il canale Huehuetoca, ed era stato rinnovato il Calzada de San Cristóbal, un muro di cinta della città che sarebbe servito come diga.

## Ritorno in Spagna
Il viceré non era un amministratore onesto dei fondi pubblici. Avendo diretto molte opere pubbliche, molti soldi erano passati per le sue mani, ed una parte spariva. Tornò in Spagna nel settembre 1635 da uomo enormemente ricco. Filippo IV lo riempì di onori, nominandolo consigliere di Stato, gentiluomo di camera e maggiordomo di palazzo. In seguito diventò ambasciatore spagnolo a Vienna. Morì a Bruxelles 16 aprile del 1640.